# Carphina petulans
Carphina petulans là một loài bọ cánh cứng trong họ Cerambycidae.